# Höverbäckstjärnarna (Junsele socken, Ångermanland, 707966-154423)
Höverbäckstjärnarna är en sjö i Sollefteå kommun i Ångermanland och ingår i Ångermanälvens huvudavrinningsområde.